# Stefan Brangs

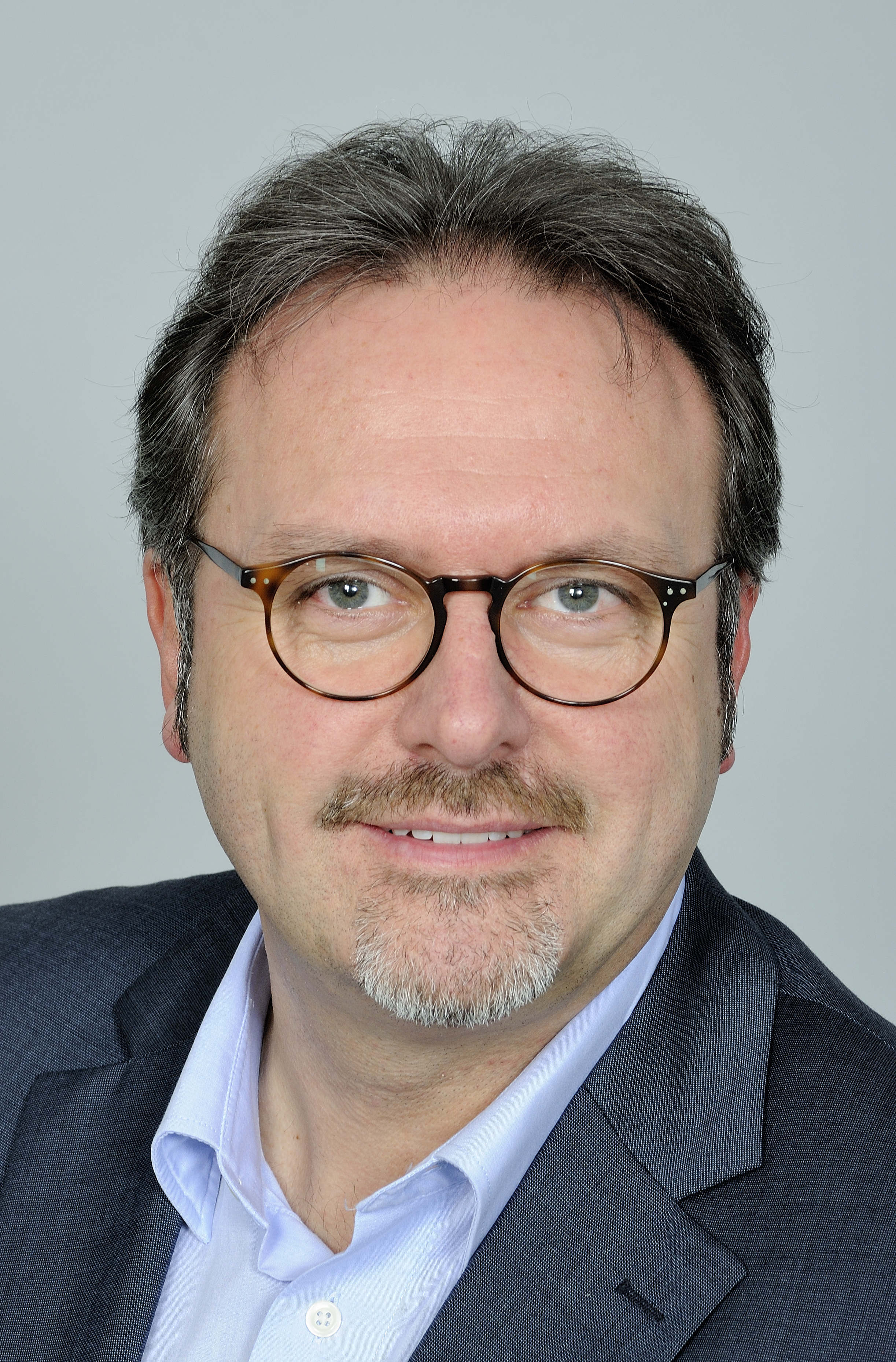
Stefan Brangs (2013)

Stefan Brangs (* 30. September 1964 in Solingen) ist ein deutscher Politiker (SPD). Von 2004 bis 2014 war er Mitglied des Sächsischen Landtags. Neben Hartmut Mangold war er von Dezember 2014 bis Dezember 2019 Staatssekretär im Sächsischen Staatsministerium für Wirtschaft, Arbeit und Verkehr. Er war Beauftragter der sächsischen Staatsregierung für Digitales.

## Leben
Brangs absolvierte eine Ausbildung als Vermessungstechniker und studierte an der Sozialakademie. Ab 1990 beteiligte er sich bei der Gewerkschaft Öffentliche Dienste, Transport und Verkehr (ÖTV) zunächst in Leipzig und später in Dresden aktiv am Aufbau demokratischer Gewerkschaftsstrukturen in Sachsen. Ab 1998 übernahm er die Funktion als Sprecher der ÖTV in Sachsen. Mit Gründung der Vereinten Dienstleistungsgewerkschaft (ver.di) 2001 führte er die Funktion als Sprecher von ver.di-Sachsen fort. Von 2002 bis April 2005 war er darüber hinaus ver.di-Landesfachbereichsleiter Gemeinden und somit für die gewerkschaftliche Vertretung der Beschäftigten auf kommunaler Ebene verantwortlich.
Brangs ist verheiratet und hat drei Kinder. Ab 1992 lebte er mit seiner Familie viele Jahre in Schmölln, einem Dorf in der Oberlausitz.

## Politik
Seit 1980 ist Brangs Mitglied der SPD. Von 2010 bis 2016 war er Vorsitzender des SPD-Kreisverbandes Bautzen und von 2006 bis 2016 Mitglied im Landesvorstand der SPD Sachsen. Von 1994 bis 2004 und von 2014 bis 2019 war er Kreisrat im Landkreis Bautzen.
2004 und 2009 sowie 2014 wurde Brangs über die Landesliste der SPD in den Landtag gewählt. Innerhalb der SPD-Fraktion war er von Januar 2005 bis September 2007 stellvertretender Fraktionsvorsitzender und von 2007 bis November 2014 Parlamentarischer Geschäftsführer sowie Sprecher für Arbeitsmarktpolitik. Im September 2009 wurde er erneut zum Parlamentarischen Geschäftsführer der SPD-Landtagsfraktion gewählt; verbunden mit der Wahl zum 1. stellvertretenden Fraktionsvorsitzenden. Mit der Ernennung zum Staatssekretär im Sächsischen Staatsministerium für Wirtschaft, Arbeit und Verkehr am 3. Dezember 2014 schied er aus dem Landtag aus. Mit der Bildung des Kabinetts Kretschmer II am 20. Dezember 2019 schied Brangs als Staatssekretär aus.
Er ist Mitglied von ver.di, der Naturfreunde, der SJD Die Falken, Vision 2017-Hilfe für Nicaragua e. V. und der Arbeiterwohlfahrt.

## Sonstiges
Am 27. Juni 2011 gewann Stefan Brangs den Preis Zitat des Jahres der Landespressekonferenz Sachsen für den im Rahmen der Haushaltsdebatte im Sächsischen Landtag an den Wirtschaftsminister Sven Morlok (FDP) gerichteten Ausspruch:

„Wenn Inkompetenz klein machen würde, könnten Sie unter dem Weihnachtsbaum Fallschirm springen.“